# Phyllida Lloyd
Phyllida Christian Lloyd (Bristol, 17 giugno 1957) è una regista cinematografica e regista teatrale britannica.
Ha diretto il film Mamma Mia! del 2008 e il film The Iron Lady del 2011.

## Origini e carriera
Phyllida Lloyd è cresciuta a Bristol. Dopo essersi laureata all'Università di Birmingham nel 1979, ha lavorato per cinque anni alla BBC Television Drama. Nel 1985 le è stata assegnata una borsa di studio dall'Arts Council per fare pratica di regia presso il Wolsey Theatre (Ipswich). L'anno successivo fu nominata aiuto regista presso l'Everyman Theatre (Cheltenham), poi nel 1989 aiuto regista del Bristol Old Vic, dove la sua produzione di La commedia degli errori è stata un successo.
Si è poi trasferita al Royal Exchange Theatre di Manchester dove ha diretto The Winter's Tale, The School for Scandal, Medea, e una produzione acclamata di Death and the King's Horseman di Wole Soyinka. Nel 1991 ha fatto il suo debutto alla Royal Shakespeare Company, con una produzione ben accolta di una commedia poco conosciuta di Thomas Shadwell, The Virtuoso.
Nel 1999 ha diretto il musical degli ABBA Mamma Mia!, che ebbe un enorme successo al botteghino, non solo nel West End e a Broadway, ma in tutto il mondo, e nel 2008 ne ha diretto la versione cinematografica (Mamma Mia!). Nel 2000 ha diretto il film TV Gloriana, per il quale si è aggiudicata un Emmy Award, un FIPA d'Or e un Royal Philharmonic Society Award. Nel 2011 ha diretto il film The Iron Lady, la biografia di Margaret Thatcher, impersonata dall'attrice Meryl Streep, che ha ottenuto l'Oscar come migliore attrice protagonista per la sua interpretazione.

## Filmografia

### Regista
- Gloriana - film TV (2000)
- Mamma Mia! (2008)
- The Iron Lady (2011)
- La vita che verrà - Herself (Herself) (2020)

### Equipe varia
- Lucia, regia di Don Boyd (1998)
- Gloriana - film TV (2000) (opera production)